# Sophisticated Lady
Pour l’article ayant un titre homophone, voir Sophisticated Ladies.
Sophisticated Lady est une composition de Duke Ellington écrite en 1932, également créditée à Irving Mills. Des paroles y ont été ajoutées par Mitchell Parish. C'est devenu un standard de jazz.

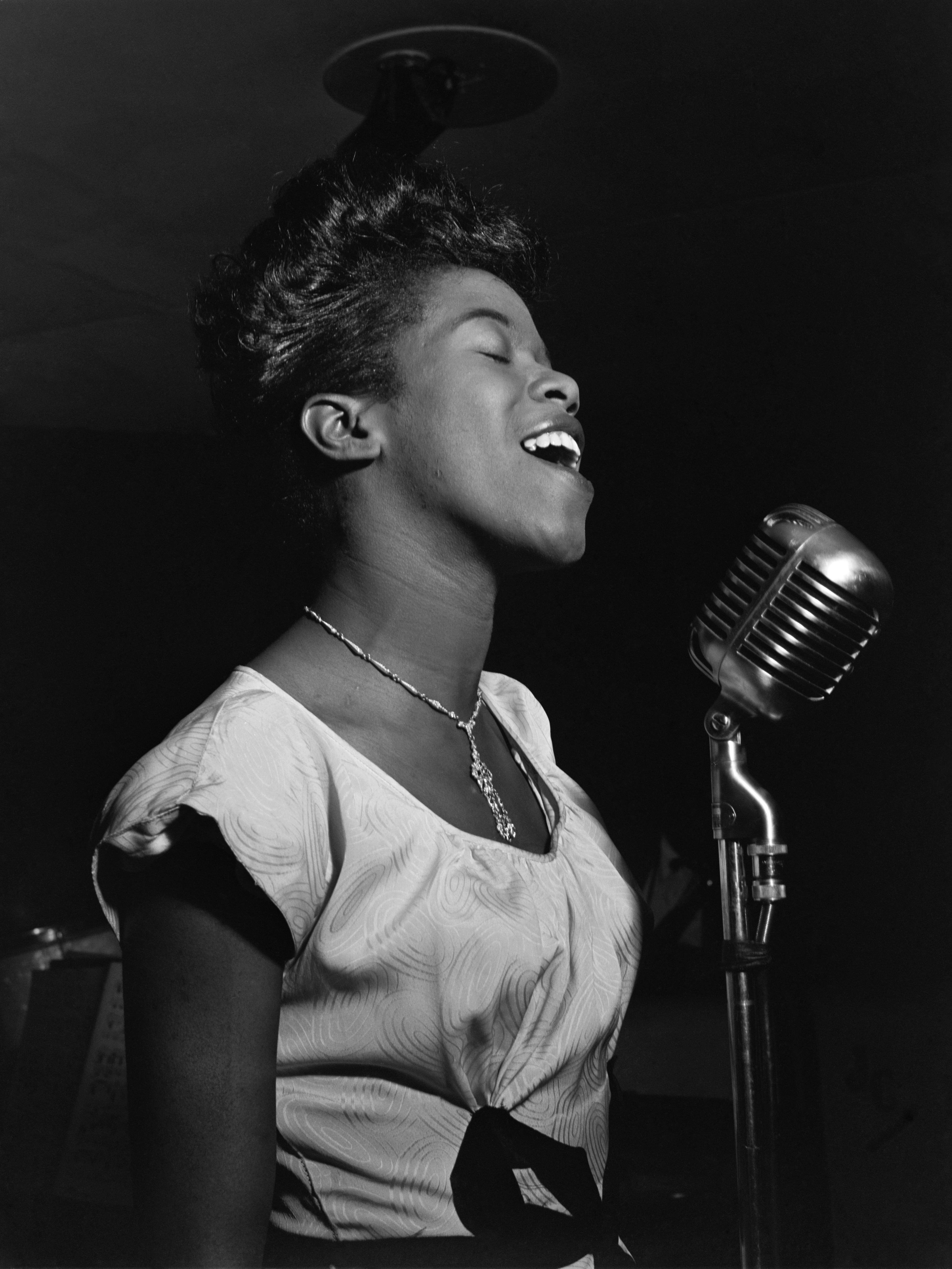
Sarah Vaughan, une des interprètes de Sophisticated Lady, ici photographiée par William Gottlieb en 1946

Duke Ellington a enregistré ce morceau pour la première fois en 1933, avec en soliste Toby Hardwick, Barney Bigard et Lawrence Brown. Il est resté dans le hit-parade 16 semaines, allant jusqu'à la troisième place.

## Reprises
Sophisticated Lady a été joué, entre autres, par :
- Art Tatum
- Sarah Vaughan
- Ella Fitzgerald
- Erroll Garner
- Thelonious Monk, Plays Duke Ellington (1955)
- Billie Holiday, All or Nothing at All (1955)
- Julie London, Sophisticated Lady (1962)
- Charles Mingus, Meditation (1964)
- Martial Solal,  en concert en 1976 (Best Of Live) et en medley sur Martial Solal Dodecaband Plays Ellington
- Max Roach et Archie Shepp, The Long March (1979)
- Tony Bennett,  In Concert: I Left My Heart in San Francisco  (1980)
- Ryō Kawasaki, Lucky Lady (1983)
- Linda Ronstadt et Nelson Riddle, Lush Life, 1984
- Lajos Boross, The Virtuosi Of The Gypsy Music, 1986
- Larry Coryell, Toku Do, 1987
- Chicago, Night & Day Big Band, 1995
- Marcus Miller, Silver Rain, 2005
- Bobby Few, L'écume des jours, 2013